# بلندگو در مساجد

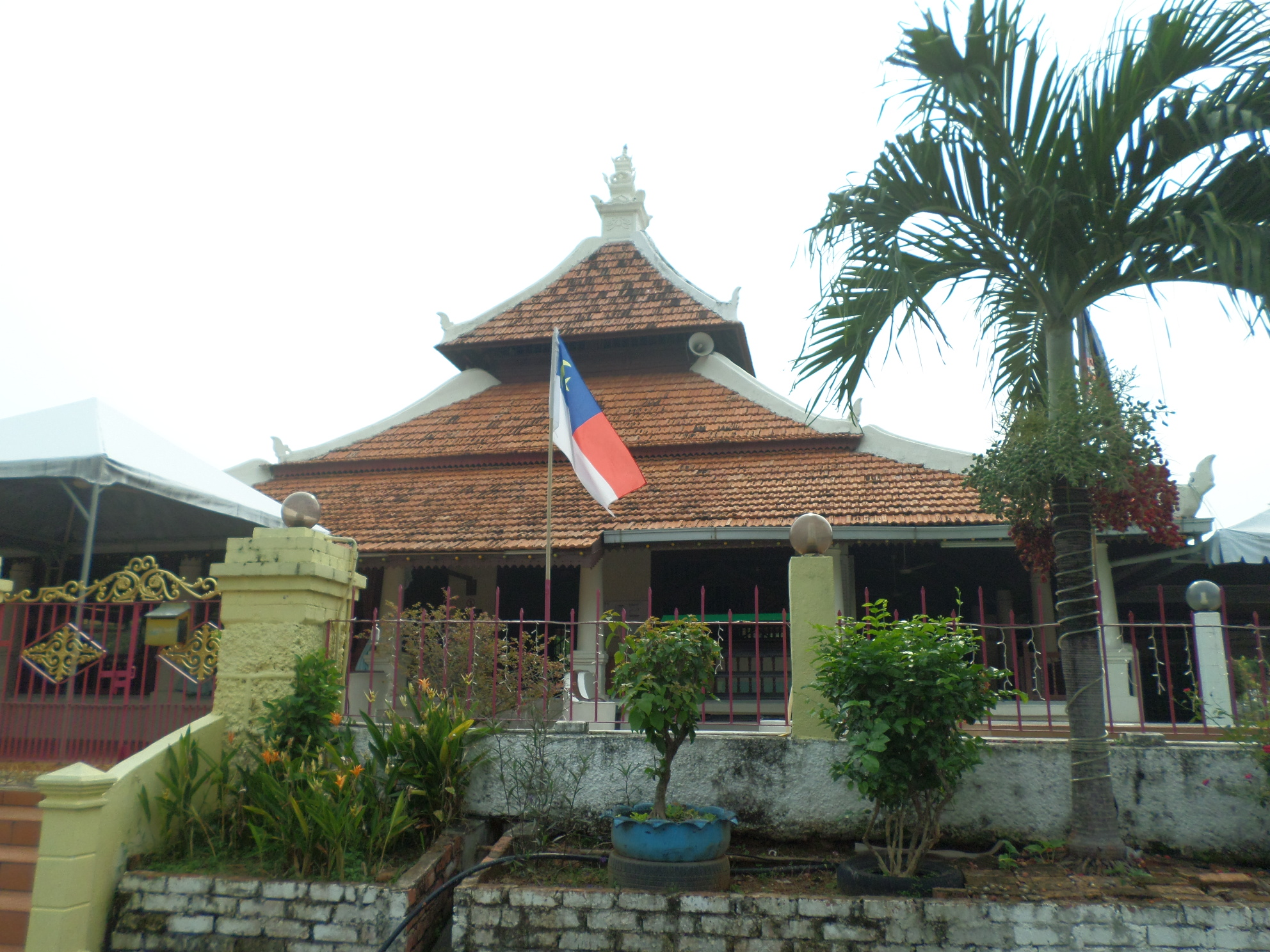
بلندگو در مسجدی در ایالت ملاکا، مالزی.

بلندگوها در اوایل قرن بیستم اختراع شدند و در دهه ۱۹۳۰ وارد مساجد شدند، در مساجد مؤذنان برای اذان از آنها استفاده کردند. بلندگوهای فضای آزاد معمولاً بر مناره‌های بلند نصب می‌شوند و پنج بار در روز برای پخش اذان، گاهی از ۴ صبح، مورد استفاده قرار می‌گیرند. برخی مساجد بلندگوهای قوی ای دارند که صدایشان از ۵ کیلومتر دورتر شنیده می‌شود.
مسجد سلطان در سنگاپور نخستین مسجدی است که در آن از بلندگو استفاده شد.